# Marianne (voornaam)
Marianne is een meisjesnaam. 
Deze naam is een samentrekking van de naam Maria Anna. In 18e-eeuws Frankrijk was de naam Marie, de Franse versie van Maria, populair en werd daar gecombineerd met de naam Anne, waardoor de naam Marianne ontstond. In diezelfde tijd ontstonden meer dubbele namen die gebaseerd waren op Maria, zoals Anna Maria, Maria Amalia, Maria Antonia, Maria Christina, Marie Louise en Maria Theresia.
In de Bijbel kwam de naam Mariamne voor en in het oude Griekenland werd de naam Marianna gebruikt.
De naamdag van Marianne is 26 mei.

## Varianten
- Marian
- Mariana
- Mariann
- Marianneke
- Marjan
- Marjana
- Mary-Ann
- Mary-Jane

## Bekende Mariannes
- Marianne, het nationale Franse embleem
- Marianne van Oranje-Nassau, Nederlands prinses
- Marianne Besselink, Nederlands politica (PvdA)
- Marianne Faithfull, Brits zangeres
- Marianne Florman, Deens handbalster
- Marianne Fredriksson, Zweeds schrijfster
- Marianne Kraus, Duits kunstschilder
- Marianne Langkamp, Nederlands politica (SP)
- Marianne Mendt, Oostenrijks zangeres
- Marianne Muis, Nederlands zwemster
- Marianne Philips, Nederlands schrijfster
- Marianne Rosenberg, Duits zangeres
- Marianne Sägebrecht, Duits actrice
- Marianne Thieme, Nederlands politica (Partij voor de Dieren)
- Marianne Thyssen, Belgisch politica (Europarlementslid en schepen)
- Marianne Timmer, Nederlands schaatsster (o.a. drievoudig olympisch kampioene)
- Marianne Vlasveld, Nederlands wintertriatlete (wereldkampioene 2002, 2003)
- Marianne Vos, Nederlands veldrijdster (wereldkampioene 2006, 2009, 2010)
- Marianne Weber, Nederlands zangeres

## Marian(ne) in de muziek
- Marian, lied uit 1972 van de George Baker Selection
- Marian, hit uit 1969 van The Cats. Hiervan is zowel een Nederlandse als een Duitse versie opgenomen
- Lady Marian, lied van Clannad  op hun album Legend
- Marianneke, hit van Drukwerk
- So Long, Marianne, lied van Leonard Cohen